# Dębówka (gmina Konstancin-Jeziorna)
Dębówka – wieś sołecka w Polsce, położona w województwie mazowieckim, w powiecie piaseczyńskim, w gminie Konstancin-Jeziorna.
W latach 1975–1998 miejscowość należała administracyjnie do województwa warszawskiego.
Przez miejscowość przebiega droga wojewódzka nr 734.